# Chris Richards
Christopher Jeffrey Richards (Birmingham, 28 de março de 2000) é um futebolista norte-americano que atua como zagueiro ou lateral-esquerdo. Atualmente, joga no Crystal Palace.

## Carreira
Richards ingressou nas categorias de base do FC Dallas em 2017, e em abril do ano seguinte assinou seu primeiro contrato profissional sem passar pelo MLS SuperDraft (regra do Homegrown Player).
Em maio de 2018, o zagueiro e o meio-campista Thomas Roberts passaram 10 dias de testes no Bayern de Munique como parte de um acordo entre as equipes. O desempenho de Richards fez com que o Bayern oferecesse um contrato de empréstimo válido por um ano. A estreia foi na International Champions Cup, substituindo Sandro Wagner na vitória por 3 a 1 sobre o Paris Saint-Germain, e em janeiro de 2019 assinou em definitivo com o Bayern, que o integrou ao seu time reserva. Seu primeiro jogo no Bayern II foi contra o Hallescher, pela 3. Fußball-Liga, disputando 30 jogos e fazendo 4 gols na campanha do título da terceira divisão alemã; seu primeiro jogo oficial na equipe principal do Bayern foi apenas em junho de 2020, na vitória por 3 a 1 sobre o Freiburg
Richards iniciou a temporada 2020–21 disputando 7 jogos pelo Bayern (3 pela Bundesliga, outras 3 pela Liga dos Campeões e a Supercopa da Alemanha de 2020) até fevereiro de 2021, quando foi emprestado ao Hoffenheim.

## Carreira internacional
Com passagem pelas seleções Sub-20 e Sub-23, Richards fez sua estreia pela equipe principal dos Estados Unidos em novembro de 2020, em amistoso contra o Panamá.

## Estatísticas
Atualizadas até 7 de fevereiro de 2021.
| Equipe                  | Temporada         | Campeonato nacional | Campeonato nacional | Campeonato nacional | Copa nacional | Copa nacional | Competições continentais | Competições continentais | Outras competições | Outras competições | Total | Total |
| Equipe                  | Temporada         | Divisão             | Jogos               | Gols                | Jogos         | Gols          | Jogos                    | Gols                     | Jogos              | Gols               | Jogos | Gols  |
| ----------------------- | ----------------- | ------------------- | ------------------- | ------------------- | ------------- | ------------- | ------------------------ | ------------------------ | ------------------ | ------------------ | ----- | ----- |
| Bayern de Munique II    | 2019–20           | 3. Liga             | 30                  | 4                   | —             | —             | —                        | —                        | —                  | —                  | 30    | 4     |
| Bayern de Munique II    | 2020–21           | 3. Liga             | 8                   | 0                   | —             | —             | —                        | —                        | —                  | —                  | 8     | 0     |
| Bayern de Munique II    | Total             | Total               | 38                  | 4                   | 0             | 0             | 0                        | 0                        | 0                  | 0                  | 38    | 4     |
| Bayern de Munique       | 2019–20           | Bundesliga          | 1                   | 0                   | 0             | 0             | 0                        | 0                        | 0                  | 0                  | 1     | 0     |
| Bayern de Munique       | 2020–21           | Bundesliga          | 3                   | 0                   | 0             | 0             | 3                        | 0                        | 1                  | 0                  | 7     | 0     |
| Bayern de Munique       | Total             | Total               | 4                   | 0                   | 0             | 0             | 3                        | 0                        | 1                  | 0                  | 8     | 0     |
| Hoffenheim (empréstimo) | 2020–21           | Bundesliga          | 1                   | 0                   | 0             | 0             | 0                        | 0                        | —                  | —                  | 1     | 0     |
| Total na carreira       | Total na carreira | Total na carreira   | 43                  | 4                   | 0             | 0             | 3                        | 0                        | 1                  | 0                  | 47    | 4     |

## Títulos
Bayern de Munique
- Campeonato Alemão: 2019–20
- Copa da Alemanha: 2019–20
- Supercopa da UEFA: 2020[10]
- Supercopa da Alemanha: 2020, 2021

Bayern II
- 3. Liga: 2019–20

Crystal Palace
- Copa da Inglaterra: 2024–25
- Supercopa da Inglaterra: 2025[11]

Estados Unidos
- Liga das Nações da CONCACAF: 2022–23, 2023–24